# Salomonbuskgök
Salomonbuskgök (Cacomantis addendus) är en fågel i familjen gökar inom ordningen gökfåglar.

## Utbredning och systematik
Fågeln återfinns i Salomonöarna (utom Rennell). Den behandlas som monotypisk, det vill säga att den inte delas in i några underarter. Tidigare behandlades den som underart till Cacomantis variolosus men urskiljs som egen art baserat på skillnader i morfologi och läten.

## Status
IUCN erkänner den inte som art, varför dess hotstatus inte bedömts.